# قطعنامه ۱۲۶۶ شورای امنیت
قطعنامه  ۱۲۶۶ شورای امنیت سازمان ملل متحد که در تاریخ ۰۴ اکتبر ۱۹۹۹ تصویب شد، سندی بین‌المللی دربارهٔ بررسی وضعیت میان عراق و کویت است. این قطعنامه طی نشست ۴۰۵۰ام با ۱۵ رای موافق، ۰ مخالف و ۰ ممتنع تصویب شد.